# Иван Антоновски
Иван Антоновски (на македонска литературна норма: Иван Антоновски) е северномакедонски поет.

## Биография
Роден е в 1990 година в Скопие, тогава в Социалистическа федеративна република Югославия, днес Северна Македония. Автор е на множество книги с поезия, като публикува от ранна възраст. Първата си стихосбирка публикува в 1999 година. Антоновски пише и проза. Публикува поезия в книжни издания не само в Северна Македония, но и в Сърбия и България. Носител е на много награди от Северна Македония, а също така и на международни отличия.

## Творчество

### Поезия
- Крикови од неископан гроб, Скопје, Панили, 2013
- Обиди за (пре)создавање песна, Белград, Граматик, 2021

### Есета
- (Не)отворени прашања, 2014
- Острење од тапоста, 2015

### Студии
- Идентитетот е приказна (книга за есеистиката на Горан Стефановски), Скопје, Полица, 2022
- Просто и строго – Конески, Скопје, Матица македонска, 2023

### Публицистика
- Од онаа страна на Небиднината: разговори со Светлана Шопова за Ацо Шопов, Скопје, Дијалог, 2023

### Хибридни форми
- Обиди за (пре)создавање песна, (поезия и есета), 2017

### Антологии
- Ветерот носи убаво време, (съредактор), 2012
- Од копнеж до ерос, (любовна лирика), 2013
- Ново раѓање на зборот, (съредактор) 2023